# Nazionale femminile di pallanuoto della Nuova Zelanda
La nazionale di pallanuoto femminile della Nuova Zelanda è la rappresentativa femminile neozelandese nelle competizioni pallanuotistiche internazionali. La sua federazione di riferimento è la New Zealand Water Polo.
Le neozelandesi hanno partecipato a otto Mondiali, raggiungendo il settimo posto nel 1991, e a otto edizioni della Coppa del Mondo.

## Risultati
Mondiali
- 1991 7º
- 1994 10º
- 1998 11º
- 2001 12º
- 2005 12º
- 2007 12º
- 2009 12º
- 2011 12º
- 2013 12º
- 2015 13º
- 2017 12º
- 2019 12º
- 2022 10º
- 2023 11º
- 2024 9º
- 2025 10º

### Altre
Coppa del Mondo
- Merced 1979: 5º posto
- Brisbane 1981: 6º posto
- Irvine 1984: 4º posto
- Christchurch 1988: 6º posto
- Long Beach 1991:| 7º posto
- Sydney 1995: 8º posto
- Christchurch 2010: 8º posto
- Long Beach 2023: 8º posto

World League
- Tenerife 2022: 8º posto

## Formazioni
- Coppa del Mondo - Christchurch 2010 - 8º posto:

Carina Harache, Emily Cox, Emma Stoneman, Danielle Lewis, Alexandra Boyd, Lynlee Smith, Isabella Morrison, Lauren Sieprath, Anna Sieprath, Casie Bowry, Kirsten Hudson, Shann Ells-Tewhiu, Dana Harvey. CT: Eelco Uri
- Mondiali - Shanghai 2011 - 12º posto:

Carina Harache, Emily Cox, Kelly Mason, Danielle Lewis, Alexandra Boyd, Amy Logan, Ashley Smallfield, Johanna Theelen, Alexandra Myles, Casie Bowry, Kirsten Hudson, Brooke Millar, Lauren Sieprath. CT: Eelco Uri.